# Montserrat Recreational Demonstration Area Bridge
Pour les articles homonymes, voir Montserrat.
La Montserrat Recreational Demonstration Area Bridge est un pont routier dans le comté de Johnson, dans le Missouri, aux États-Unis. Situé au sein du Knob  Noster State Park, cet ouvrage d'art construit par la Work Projects Administration dans le style rustique du National Park Service en 1937 est inscrit au Registre national des lieux historiques depuis le 4 mars 1985.